# Granatnik Wasp 58
Wasp-58 – francuski jednostrzałowy  granatnik przeciwpancerny opracowany w latach 80.
Granatnik Wasp-58 jest konstrukcyjnym odpowiednikiem radzieckiego RPG-18 oraz amerykańskiego M72 LAW. Pocisk posiada przeciwmasę o masie 0,9 kg (sam pocisk ma masę 0,55 kg). Zastosowanie przeciwmasy powoduje mniejszy płomień co jest niewątpliwą zaletą.

## Użytkownicy
- Francja
- Grecja: Hellenic Army (produkowany na licencji)